# Barri Leopold
El Barri Leopold, oficial en francès Quartier Léopold i en neerlandès: Leopoldswijk o quartier des squares és un barri de Brussel·les. Va ser creat per la Société civile pour l'agrandissement et l'embellissement de Bruxelles el 4 d'octubre de 1837 i deu el seu nom al rei Leopold I de Bèlgica.

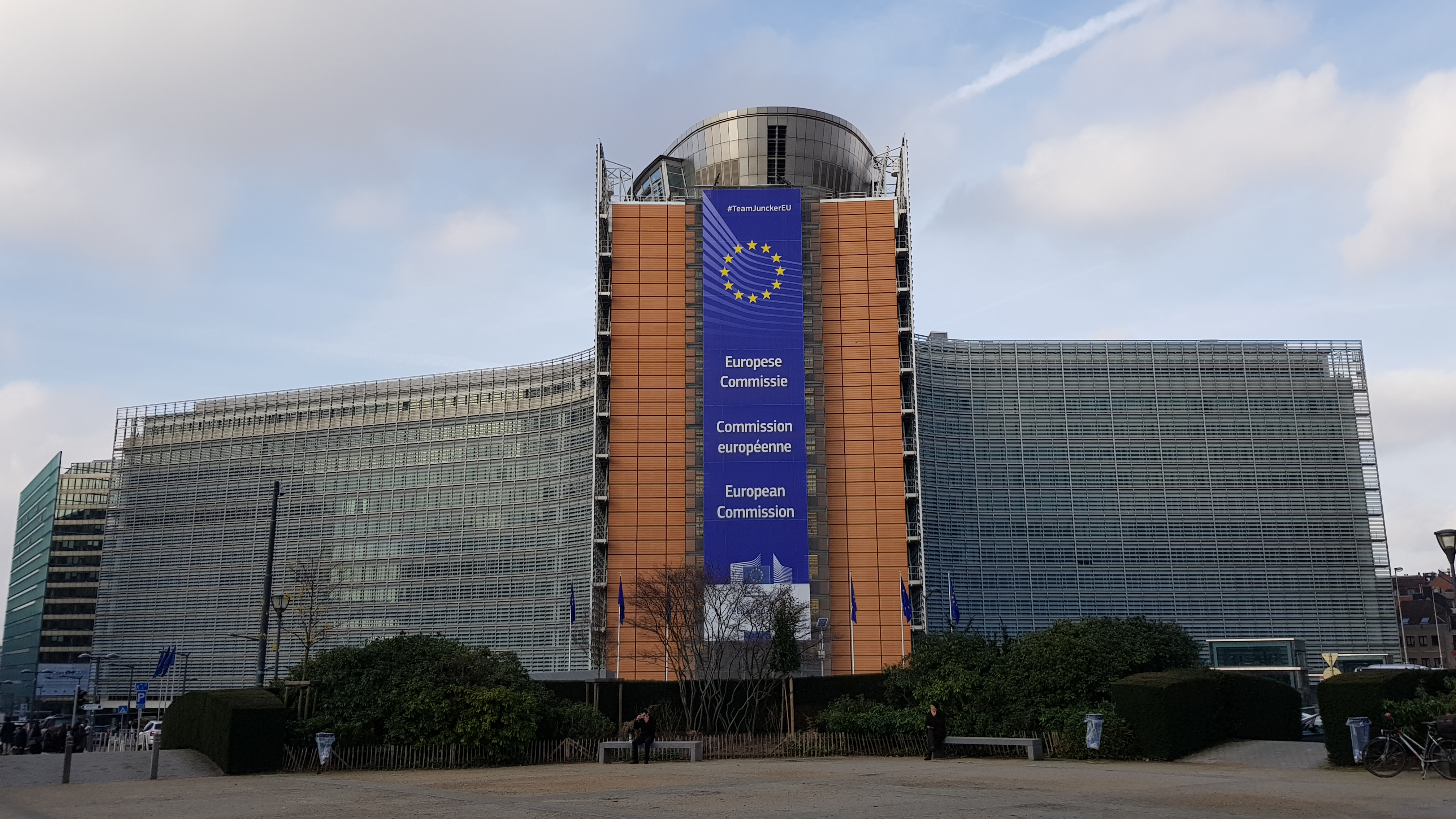
L'edifici Berlaymont

S'hi va construir grans recidències per als membres de la noblesa i l'alta burgesia així com un zoo avui desaparegut i la Biblioteca Solvay que encara existeix. El que era un barri residencial elegant durant més d'un segle, des del 1967 és va transformar a poc a poc en un barri monofuncional d'oficis. S'hi pot encara observar l'evolució de la moda arquitectural en edificis d'oficines des de la fi de la Segona Guerra Mundial fins a l'actualitat. A l'excepció d'uns pocs edificis, construccions funcionals hi dominen. Molts edificis d'oficines dels anys 1960-70 ja van ser enderrocats i reemplaçats per blocs monòtonsen estil d'«arquitectura d'inversors.» Hi són instal·lades la major part de les institucions de la Unió Europea. Un dels més coneguts és l'Edifici Berlaymont, eregit al lloc de l'anterior monestir en estil neoclàssic del mateix nom.
Brussel-L.W./Bruxelles Q.L. era el nom de l'estació fins que va ser modernitzada i batejada Bruxelles-Luxembourg/Brussel-Luxemburg molt a prop del Parlament Europeu. Estrenada el 1854, és una de les estacions més velles d'Europa. Després d'una gran reforma, el 2009 s'hi va desvelar una gran pintura mural dedicada a les figures brussel·lenques dels còmics d'Hergé. L'estació es va soterrar i l'antiga estació serveix per acollir els visitants del Parlament Europeu.